# Club del sábado
Club del sábado fue un programa español de televisión, emitido por TVE en 1958-1959, con presentación de Jesús Álvarez García, Blanca Álvarez y Ángel de Andrés y dirección de Alfonso Lapeña y realización, desde 1959, de Fernando García de la Vega.

## Formato
El programa, emitido desde el salón de actos del Instituto Ramiro de Maeztu, respondía a la fórmula de magazine, en el que se intercalaban entrevistas, actuaciones musicales, concursos (como el denominado Quite usted el billete) o sketches de humor a cargo de los actores Serafín García Vázquez, María Luisa Rubio y Joaquín Pamplona. Supuso también el debut en televisión de la locutora Maruja Callaved.
Otras secciones eran Más difícil todavía, Pasaporte del humor o Adiós con música.